# Aspergillosi bronchiale
L'aspergillosi bronchiale è una tipologia di aspergillosi, ovvero una infezione causata dall'inalazione delle spore del fungo Aspergillus.
Le persone infette mostrano le ife, le forme vegetative create dalle spore che si trovano nel corpo dell'individuo.

## Forme cliniche
Questo gruppo di aspergillosi si divide a sua volta in più gruppi:
- Bronchite aspergillare semplice (mucomembranosa): il fungo prolifera sulla superficie della mucosa bronchiale; il quadro clinico è quello di una bronchite acuta recidivante con tosse e talvolta emissione di sangue nell'escreato (emoftoe).
- Bronchite aspergillare ostruttiva: si verifica quando la pèroliferazione del fungo porta all'ostruzione di un bronco lobare, che determina atelectasia; la sintomatologia è simile a quella di un carcinoma broncogeno e la diagnosi differenziale si basa sul prelievo in broncoscopia di un campione bioptico.
- Aspergillosi broncopolmonare allergica: si manifesta nelle persone che hanno già avuto un precedente contatto con l'antigene fungino, con produzione di anticorpi specifici (IgE). La seconda infezione può dare dei fenomeni di ipersensibilità anche grave, che si manifestano con broncospasmo e intensa dispnea. L'analisi dell'espettorato rivela la presenza di un'elevata quantità di granulociti eosinofili.

## Fattori di rischio
Impianti di ventilazione contaminati, asma, AIDS.

## Eziologia
L'Aspergillus appartiene alla classe dei Deuteromycetes, esistono più di 300 specie di tali funghi, uno di essi, l'aspergillus fumigatus è il responsabile maggiore dell'aspergillus, infetta sia i polmoni che i vasi sanguigni, ma esistono anche altri agenti come l'aspergillus clavatus e l'aspergillus flavus.

## Terapie
L'uso di farmaci quali gli antimicotici risulta sovente inutile e quindi si preferiscono i corticosteroidi rafforzati con itraconazolo.
Il farmaco che sembra essere molto attivo con bassissima tossicità è la Terbinafina

## Esami
Gli esami prevedono radiografia al torace e tomografia computerizzata. Talvolta si rende necessario un prelievo bioptico in broncoscopia, al fine di differenziare le forme ostruttive da vere e proprie neoplasie del polmone.